# ناتوانی

نمادهای بین‌المللی وابسته به ناتوانی

کم‌توان، ناتوان یا معلول به فردی گفته می‌شود که بر اثر ضایعهٔ جسمی، ذهنی، روانی یا توأم، اختلال مستمر و قابل توجهی در سلامت و کارآمدی عمومی وی ایجاد شود، به‌طوری که سبب کاهش استقلال فرد در زمینه‌های اجتماعی و اقتصادی شود. این گروه، شامل معلولان حسی (نظیر ناشنوا و نابینا)، معلولان جسمی و معلولان ذهنی می‌شود. امروزه به علت بارمنفی ناتوانی یا کم‌توانی یا معلول و معلولیت به جای آن از واژه توانخواه استفاده می‌شود.

در منابع جهانی، ناتوانی به هر شرایطی گفته می‌شود که انجام برخی فعالیت‌ها یا تعامل مؤثر با دنیای پیرامون خود (اجتماعی یا مادی) را برای فرد دشوارتر می‌کند. این شرایط یا اختلالات ممکن است شناختی، رشدی، عقلانی، ذهنی، فیزیکی، حسی یا ترکیبی از عوامل متعدد باشد. اختلالاتی که باعث ناتوانی می‌شود ممکن است از بدو تولد وجود داشته باشد یا در طول زندگی فرد به دست آید. غالباً افراد ناتوان «بی جهت منزوی و از مشارکت کامل در جامعه طرد می‌شوند.» در نتیجه اختلالات ناتوانی، افراد دارای معلولیت و ناتوانی می‌توانند از بدو تولد دچار ناتوانی شوند یا ممکن است در طول زندگی خود برچسب اجتماعی ناتوانی و معلولیت را داشته باشند. کنوانسیون سازمان ملل متحد در مورد حقوق افراد دارای ناتوانی، ناتوانی را چنین تعریف می‌کند: 
اختلالات درازمدت جسمی، ذهنی، فکری یا حسی که در تعامل با موانع مختلف ممکن است مانع مشارکت کامل و مؤثر [فرد] در جامعه بر مبنای برابر با دیگران شود.
بر اساس منابع جهان غرب معلولیت یک مفهوم مورد مناقشه ایست که در جوامع مختلف دارای معنای مختلف است و تعریف معلولیت و ناتوانی در حال تغییر و تکامل است. از آن به عنوان «تفاوت تجسم یافته و جسمی (به انگلیسی:embodied difference)» یاد شده‌است، اما این اصطلاح ممکن است به ویژگی‌های جسمی یا روانی نیز اشاره داشته باشد که برخی از مؤسسات، به ویژه موسسات پزشکی، آن را به عنوان پدیده‌ای که به اصلاح و درمان نیاز دارند ببینند (مدل پزشکی ناتوانی یا به انگلیسی:The Medical Model of Disability). همچنین ممکن است به محدودیت‌های (و ساخت‌های اجتماعی) تحمیل‌شده بر مردم و افراد معلول و ناتوان توسط محدودیت‌های جامعه توانامند و سالم (مدل اجتماعی ناتوانی یا به انگلیسی: The Social Model of Disability) اشاره داشته باشد. یا این اصطلاح ممکن است به هویت افراد معلول اشاره کند. معیار Physiological functional capacity (PFC) معیاری از سطح عملکرد یک فرد است که توانایی فرد در انجام وظایف فیزیکی زندگی روزمره و سهولت انجام این وظایف را می‌سنجد. PFC با افزایش سن کاهش می‌یابد و ممکن است فرد با افزایش سن مبتلا به کهن‌سالی، اختلالات شناختی یا اختلال‌های فیزیکی شود که همگی ممکن است سبب برچسب زدن افراد به عنوان فردی معلول و ناتوان شوند. بر اساس گزارش جهانی در مورد ناتوانی، ۱۵ درصد از جمعیت جهان یا یک میلیارد نفر به ناتوانی مبتلا هستند. یک ناتوانی ممکن است در فرد به آسانی قابل دیدن یا ذاتاً نهان و نامرئی باشد.

## تاریخچه معلولیت و ناتوانی

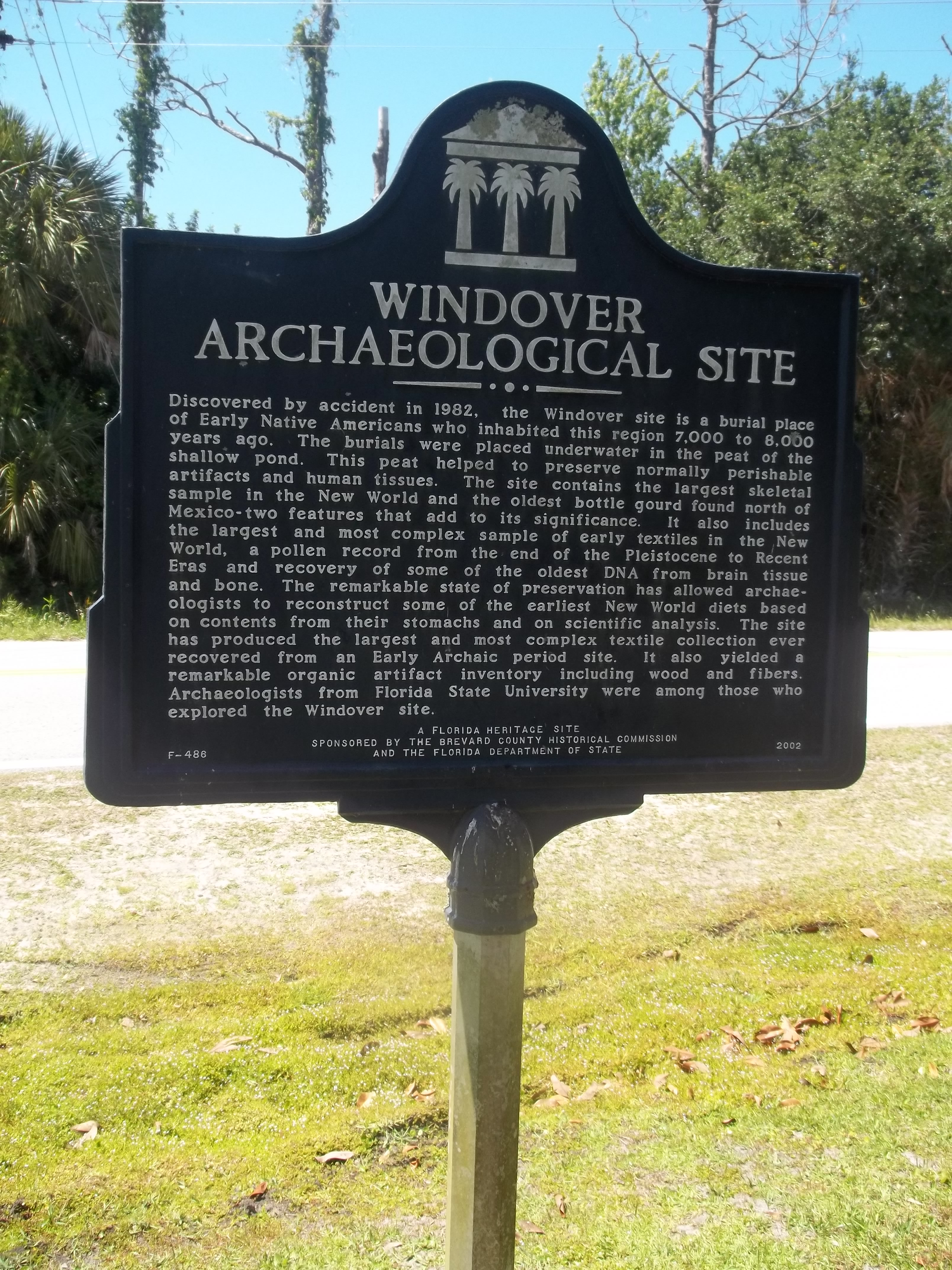
پایگاه باستان‌شناسی ویندور، محل زندگی یک جوان ۱۵ ساله مبتلا به مهره‌شکاف که در یک جامعه شکارچی-گردآورنده زندگی می‌کرده‌است

درک معاصر غرب از معلولیت و ناتوانی در عصر روشنگری علمی در غرب پدید آمدند. پیش از عصر روشنگری، تفاوت‌های فیزیکی در انسان از دریچه‌ای متفاوت دیده می‌شدند.
شواهدی از انسان‌هایی در دوران پیشاتاریخ وجود دارد که در آن انسان‌های دیگر از افراد دارای معلولیت مراقبت می‌کردند. یکی از اسکلت‌های پیداشده در پایگاه باستان‌شناسی ویندور مردی حدود ۱۵ ساله مبتلا به مهره‌شکاف یافت شد. شرایط این اسکلت به این معنی بود که این پسر که احتمالاً از زیر کمر فلج بوده‌است، در یک جامعه شکارچی-گردآورنده می‌زیست و تحت مراقبت و پشتیبانی دیگران قرار داشت.
در سطوح مختلف جامعه بین‌النهرین معلولیت به عنوان وسیله‌ای برای مجازات الهی تلقی نمی‌شد و از این رو افراد ناتوان نه نابود می‌شدند و نه به دلیل آسیب‌هایشان مورد تبعیض قرار می‌گرفتند. در عوض، بسیاری در سطوح مختلف جامعه بین‌النهرین از جمله کار در معبد مذهبی و به عنوان خدمتگزار خدایان کار می‌کردند.
در مصر باستان، از عصا و چوب دستی برای کمک به راه رفتن افراد دارای ناتوانی عمدتاً کهن‌سال‌تر استفاده می‌شده‌است.
در یونان باستان برای افراد دارای اختلال و سختی در تحرک تمهیدات و امکاناتی برای دسترسی به معبد و پناهگاه‌های شفابخش وضع می‌شد. به عنوان نمونه در معبد اسکلپیوس در اپیداروس حداقل ۱۱ رمپ سنگی دائمی برای دسترسی به ۹ ساختار متفاوت وجود داشت. از این نمونه به عنوان شواهدی مبنی بر اینکه افراد دارای معلولیت حداقل تا حدی در یونان باستان مورد تأیید و مراقبت بوده‌اند، استفاده شده‌است. در واقع، یونانیان باستان ممکن است افراد دارای معلولیت را کاملاً متفاوت از افراد توانمندتر نگاه نکرده باشند، زیرا اصطلاحات توصیف‌کننده ناتوانان در سوابق برجای مانده از یونان باستان بسیار مبهم به نظر می‌رسد. تا زمانی که فرد معلول مورد نظر هنوز می‌توانست به جامعه کمک کند، یونانی‌ها آنها را تحمل و با آنان زندگی می‌کردند.

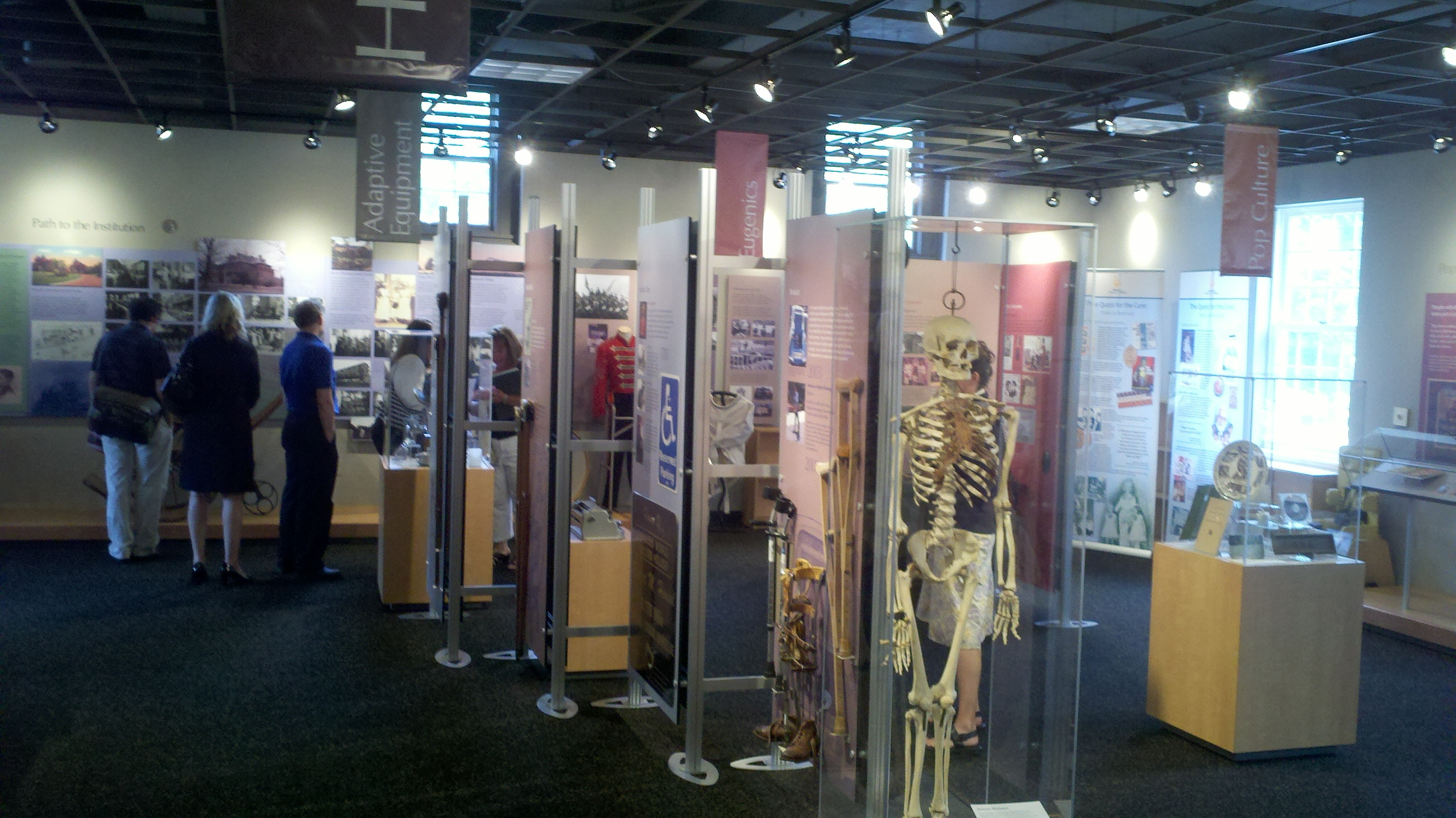
موزه تاریخ معلولیت و ناتوانی، بوفالو، نیویورک

در اروپا و در طول قرون وسطی تصور می‌شد که جنون و دیگر شرایط مشابه توسط شیاطین ایجاد می‌شود. یکی از عوامل تأثیر گذار بر این نوع از تفکر در اروپا طاعون بود. ایجاد آسیب‌هایی فراگیر طاعون در سراسر جمعیت اروپا سبب بررسی و پذیرش معلولیت و ناتوانی به عنوان یک نظم طبیعی و نوعی نگاه جدید به معلولیت و ناتوانی شد.
در عصر جدید اولیه، جستجو برای یافت دلایل زیستی و بیولوژیکی برای تفاوت‌های جسمی و ذهنی آغاز شد و شخصیت‌هایی چون آمبروز پاره بین افراد «معلول»، «شیاطین» و «افراد دارای استعدادهای خاص» تمایز قائل می‌شوند. تأکید روشنگری اروپا بر دانش برگرفته از عقل و ارزش علم طبیعی برای پیشرفت بشر به ایجاد نهادها و سیستم‌های دانشی مرتبطی که انسان‌ها را مطالعه و دسته‌بندی می‌کردند، کمک کرد. در این میان، نهادهایی که در توسعه مفاهیم امروزی معلولیت مهم بودند، بیمارستان‌های روان‌پزشکی، درمانگاه‌ها و زندان‌ها هستند.
مفاهیم معاصر معلولیت ریشه در تحولات قرن هجدهمی و نوزدهمی دارند. مهم‌ترین آنها توسعه گفتمان پزشکی بالینی بود که بدن انسان را به عنوان پدیده‌ای قابل دستکاری، مطالعه و تغییر شکل می‌دانست. این تحولات و گفتمان‌ها همراه با گفتمان‌های علمی که به دنبال طبقه‌بندی و دسته‌بندی بودند، همکاری کردند و رفته رفته عادی شدند.
پژوهشگران حوزه معلولیت و ناتوانی همچنین به انقلاب صنعتی، همراه با تغییر اقتصادی از فئودالیسم به سرمایه‌داری، به عنوان لحظات برجسته تاریخی در درک معلولیت اشاره کرده‌اند. اگرچه در قرون وسطی مقدار معینی از خرافه‌های مذهبی پیرامون معلولیت وجود داشت، افراد معلول هنوز هم می‌توانستند نقش‌های مهمی در اقتصاد مبتنی بر تولید روستایی ایفا کنند و به آنها اجازه داده‌می‌شد تا مشارکتی واقعی در زندگی اقتصادی روزمره داشته باشند. انقلاب صنعتی و ظهور سرمایه‌داری باعث شد که مردم تنها دیگر به زمین و محیطی که در آن زندگی می‌کنند وابسته نباشند. این تحول مردم را مجبور به یافتن کاری برای زنده ماندن در مکانی دیگر کرد. نظام کار مزدی، در ترکیب با تولید صنعتی، نحوه نگرش به بدن انسان را دگرگون کرد. و مردم برای اولین بار به میزان ارزش و شباهتشان یه نسبت ماشین‌های صنعتی دیده شدند. سرمایه‌داری و انقلاب صنعتی عملاً طبقه هویتی جدیدی از افراد «معلول» را ایجاد کردند که نمی‌توانستند با بدن یا سطح نیروی کاری یک «کارگر استاندارد» مطابقت داشته باشند در نتیجه، افراد ناتوان به عنوان یک مشکل در نظر گرفته شدند که یا باید حل یا پاک شوند.
در اوایل دهه ۱۹۷۰ میلادی، فعالان حوزه ناتوانی و معلولیت شروع به به چالش کشیدن نحوه برخورد جامعه با افراد معلول و رویکرد پزشکی به معلولیت کردند. با توجه به این تحول، موانع فیزیکی برای دسترسی‌پذیری شناسایی شد و مدل اجتماعی ناتوانی ظهور کرد. این عبارت که توسط مایک اولیور در سال ۱۹۸۳ میلادی ابداع شد، بین مدل پزشکی ناتوانی – که تحت آن یک نقص باید برطرف شود – و مدل اجتماعی ناتوانی – که تحت آن جامعه ای که فرد را محدود می‌کند باید اصلاح شود، تمایز قائل می‌شود. 

## نظریه ناتوانی و معلولیت

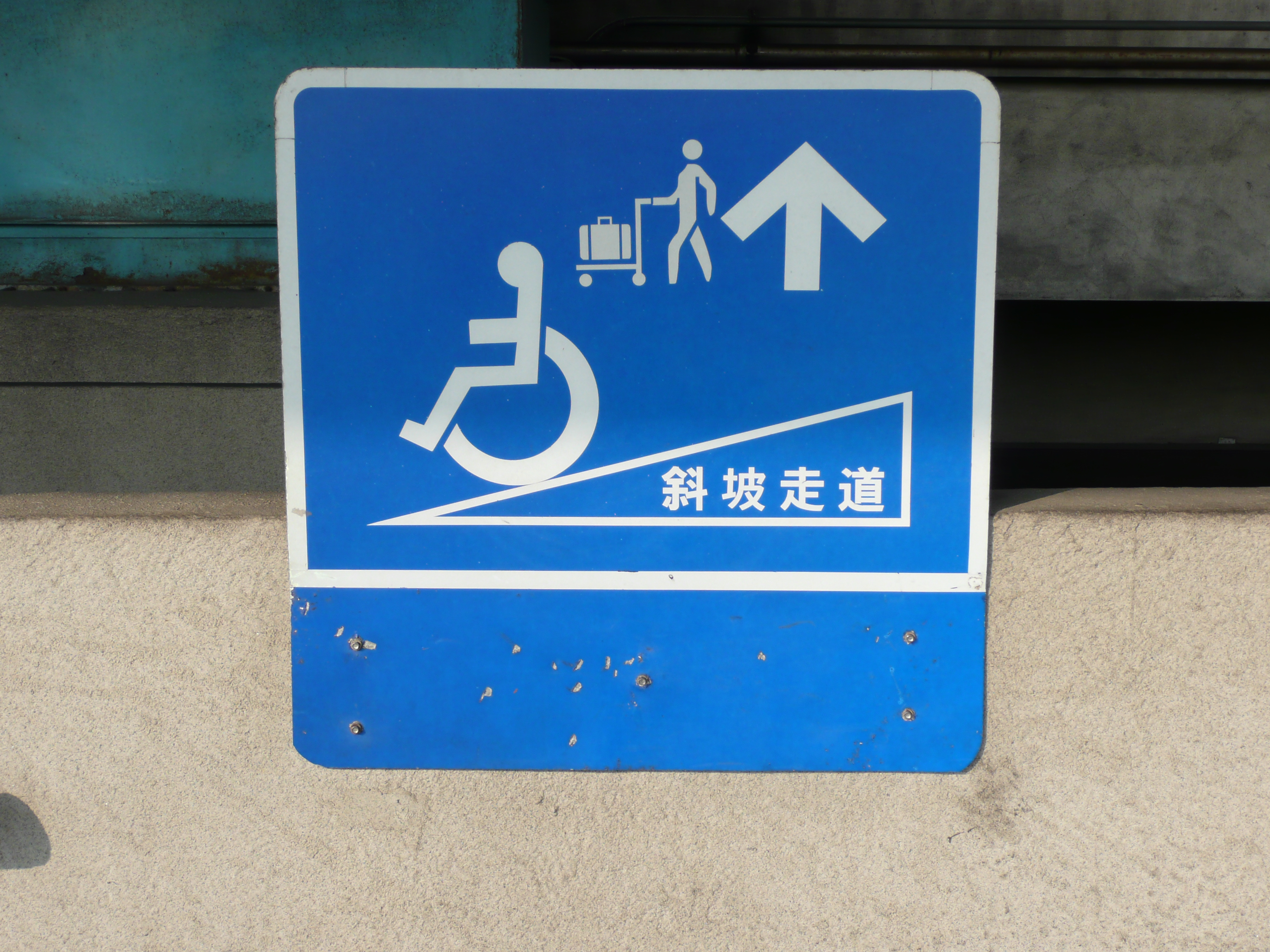
تابلویی در تایوان که یک رمپ دسترسی و یک ویلچر را نشان می‌دهد.

مانند بسیاری از مقوله‌های اجتماعی، مفهوم و معنای «ناتوانی یا معلولیت» در میان دانشگاهیان، دنیای پزشکی و حقوقی و جامعه معلولان مورد بحث است. رشته دانشگاهی که بر نظریه‌پردازی ناتوانی تمرکز دارد، مطالعات ناتوانی نام گرفته‌است.

## ناتوانی نهان
ناتوانی‌های نهان که به عنوان ناتوانی‌های پنهان یا ناتوانی‌های غیرقابل مشاهده (به انگلیسی: Non-visible Disabilities (NVD)) نیز شناخته می‌شوند، ناتوانی‌هایی هستند که بلافاصله آشکار یا قابل دیدن نیستند. آنها اغلب بیماری‌ها و شرایط مزمنی هستند که به‌طور قابل توجهی فعالیت‌های عادی زندگی روزمره را مختل می‌کنند. ناتوانی‌های نهان می‌تواند مانع تلاش فرد برای رفتن به مدرسه، کار، معاشرت و غیره شود. برخی از نمونه‌های ناتوانی‌های نهان عبارتند از ناتوانی‌های ذهنی، اختلال طیف اوتیسم، اختلال کم‌توجهی بیش‌فعالی، اختلالات روانی-ذهنی، آسم، صرع، آلرژی‌ها، میگرن، آرتریت، و سندرم خستگی مزمن.
گزارش شده‌است که تبعیض شغلی نقش مهمی در نرخ بالای بیکاری در میان افرادی که تشخیص بیماری روانی دارند، ایفا می‌کند.

## ناتوانی مرحله‌ای
افراد مبتلا به بیماری‌هایی مانند آرتریت، اختلال دوقطبی، اچ‌آی‌وی یا مولتیپل اسکلروزیس دوره‌هایی از سلامتی بین دوره‌های بیماری دارند. در طول دوره‌های بیماری، توانایی افراد برای انجام وظایف عادی، مانند کار، می‌تواند متناوب باشد.

## مشارکت اجتماعی

تصویرنگاشت یک فرد با ناتوانی و معلولیت فیزیکی

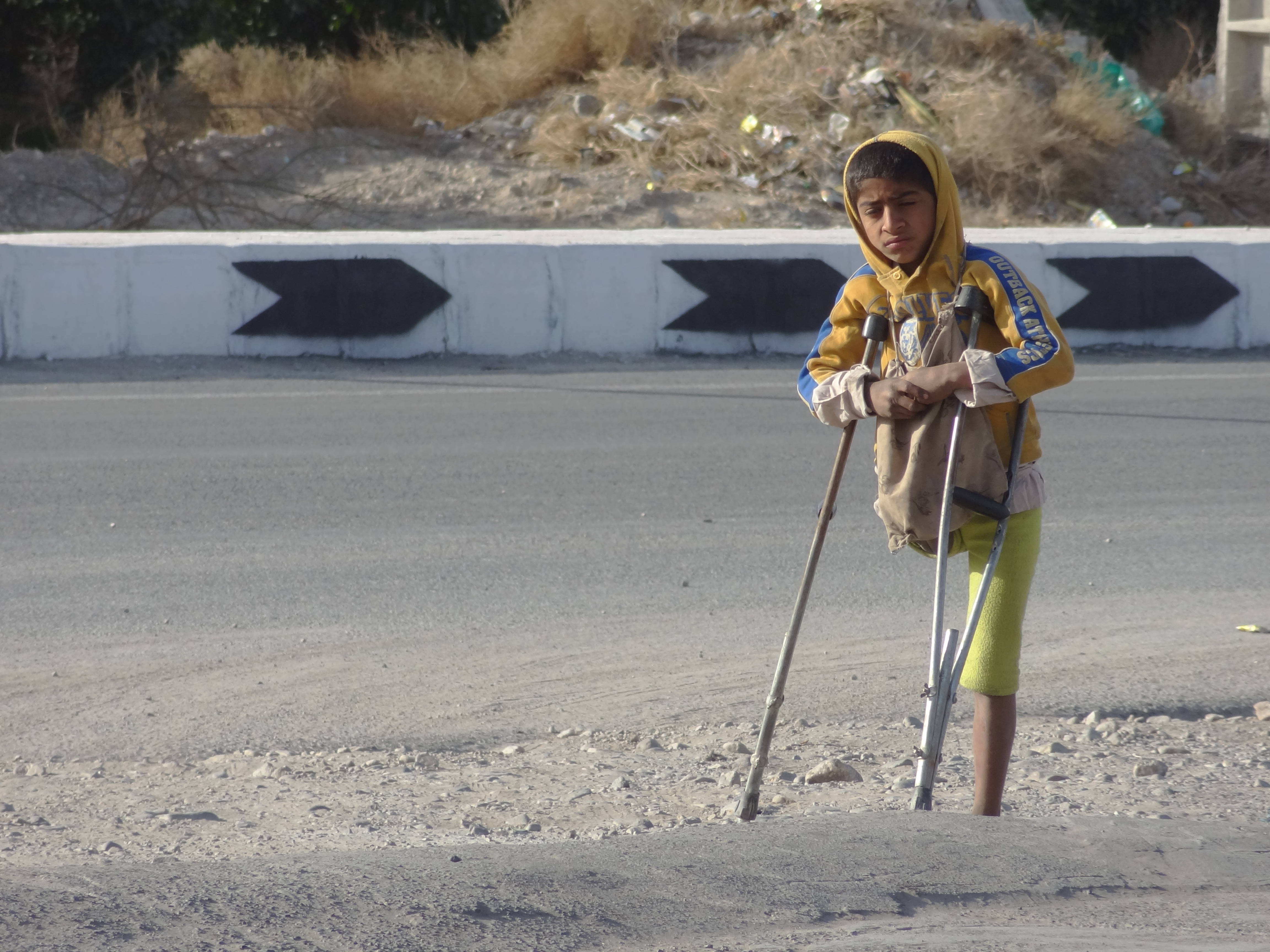
کودکی در یکی از شهرهای جنوب استان کرمان، که از ناحیه پای راست دچار نقص عضو یا معلولیت جسمی است

افراد معلول باید در تصمیم‌گیری‌ها، به‌ویژه در خصوص سازمان‌هایی که اعضای آن از معلولان تشکیل شده، یا معلولان در آن عضویت دارند و برای معلولان خدمت‌رسانی می‌کنند، مشارکت جدی و تأثیرگذار داشته باشند. کمک به تشکیل گروه‌های خودیار به منظور حمایت و توسعه جامعه خاص معلولان، از مهم‌ترین اقدامات برای مشارکت این گروه می‌باشد. تشکیل جوامع خاص معلولان نیز می‌تواند پاسخگوی نیازهای آنان باشد. از سوی دیگر، وجود چنین تشکیلاتی، موجب می‌شود تا افراد ضمن برخورداری از رابطه اجتماعی، استقلال اقتصادی، احترام اجتماعی، دسترسی به خدمات تخصصی و نیز زندگی زناشویی و تشکیل خانواده، بتوانند دیدگاه‌ها و ایده‌هایشان را مطرح، و در مورد مسایل مربوط به زندگی خود، تصمیم‌گیری کنند.

## آموزش، فرهنگ و ارتباطات

نماد بین‌المللی دسترسی

معلولان باید فرصت یابند تا استعدادهای خلاّق هنری و فکری خود را رشد داده و آن را نه تنها برای منافع خود، بلکه برای غنی‌سازی جامعه به کار گیرند. به این منظور، باید دسترسی آنان برای مشارکت در فعالیت‌های فرهنگی تضمین شود. از شمار این اقدامات، می‌توان تهیه وسایل کمک ارتباطی برای ناشنوایان، منابع و مطالب علمی به خط بریل یا نوارهای صوتی برای اشخاصی که دچار اختلالات بینایی در سطح‌های مختلف هستند و خواندنی‌هایی که از لحاظ کمی و کیفی با توان و استعداد افراد کم‌توان ذهنی مناسب باشد را نام برد.

## ناتوانی در ایران

### قوانین ناتوانی در ایران
در سال ۱۳۸۳ هجری شمسی مجلس شورای اسلامی، قانونی را تحت عنوان  قانون جامع حمایت از معلولان و در ۱۶ مادهٔ قانونی به تصویب رساند؛
۴ سال بعد و در سال ۱۳۸۷، مجلس شورای اسلامی کنوانسیون حقوق افراد دارای ناتوانی را تصویب کرد تا ایران نیز به این کنوانسیون بین‌المللی بپیوندد.
در دولت حسن روحانی لایحه حمایت از حقوق معلولان مطرح شد؛ این لایحه در اسفند ۱۳۹۶ تحت عنوان قانون حمایت از حقوق معلولان به تصویب مجلس رسید و در اردیبهشت ۱۳۹۷ از سوی رئیس‌جمهور برای اجرا ابلاغ شد. با این وجود مشکلات زیادی در مسیر اجرای این قوانین وجود دارد که باعث شده بخش بزرگی از آن‌ها اجرایی نشود. قانون حمایت از حقوق معلولان مصوب اسفند ۱۳۹۶ است. این قانون ارگانها و ادارات را موظف نموده‌است که ۳ درصد از سهمیه استخدامی خود را به اشتغال معلولان اختصاص دهند.

### سربازی افراد معلول در ایران
در ایران و بر اساس قانون جامع حمایت از معلولان، معلولانی که دارای شرایط متن این قانون باشند از سربازی معاف شده‌اند و معافیت پزشکی دریافت می‌کنند. گزارش‌هایی از وجود تبعیض در استخدام میان افراد دارای معافیت پزشکی توسط ادارات دولتی یا خصوصی در میان مردم و رسانه‌ها وجود دارد. از آنجایی که فشار روحی، روانی و اقتصادی زیادی بر خانواده‌های دارای فرزند معلول وجود دارد، در گذشته امکان معافیت برای یک پسر دیگر و سالم خانواده دارای فرزند معلول نیز وجود داشت. اما هم‌اکنون و بر اساس ماده ۶ قانون جامع حمایت از حقوق معلولان، فقط خانواده‌های دارای دو فرزند معلول می‌توانند فرزند دیگر و سالم خود را از سربازی معاف کنند. افرادی که بر اساس متن این قانون، والدین آنها دارای ناتوانی باشند از سربازی معاف شده‌اند.

## جامعه‌شناسی معلولیت و ناتوانی

### معلولیت و افزایش سن
تا حدودی، اختلالات جسمی و تغییر حالات روانی تقریباً در همه جا توسط افراد زیادی با افزایش سن تجربه می‌شود. جمعیت‌های سالخورده اغلب به دلیل شیوع بالای ناتوانی مورد انگ اجتماعی می‌باشند.

### فقر در افراد معلول

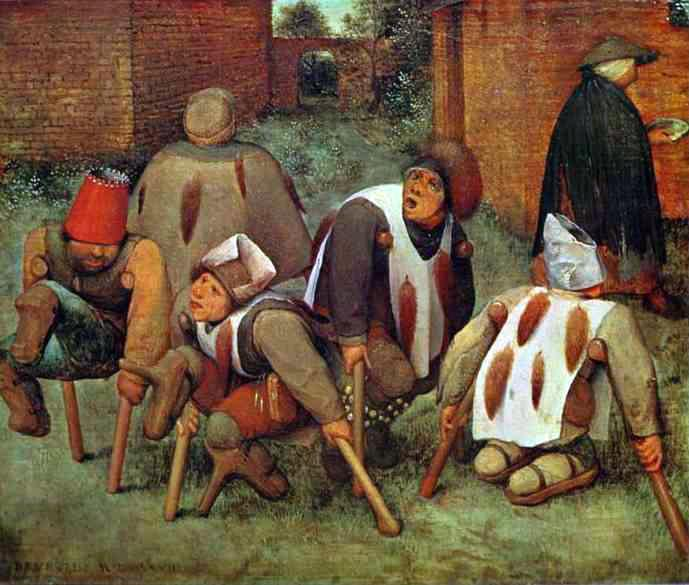
نقاشی با نام «گدایان» یا «معلولان» از پیتر بروگل مهتر

نرخ فقر برای افراد دارای معلولیت در سن کار تقریباً دو و نیم برابر بیشتر از افراد بدون معلولیت است. ناتوانی و فقر ممکن است چرخه ای را تشکیل دهند که در آن موانع فیزیکی و انگ اجتماعی ناتوانی دستیابی به درآمد را دشوارتر می‌کند. معلولیت به نوبه خود، از لحاظ اجتماعی دسترسی به مراقبت‌های بهداشتی و سایر ملزومات برای یک زندگی سالم را کاهش می‌دهد. در جوامعی که خدمات بهداشتی و اجتماعی از بودجه دولتی برخوردار نیستند، زندگی با معلولیت می‌تواند مستلزم صرف هزینه‌های دارویی، ویزیت‌های مکرر مراقبت‌های بهداشتی، کمک‌های شخصی در خانه، و وسایل و لباس‌های سازگار، همراه با هزینه‌های معمول زندگی باشد. گزارش جهانی در مورد معلولیت نشان می‌دهد که نیمی از همه معلولان در مقایسه با یک سوم افراد توانمند، توانایی پرداخت خدمات بهداشتی را ندارند. در کشورهای فاقد خدمات عمومی برای بزرگسالان دارای معلولیت، خانواده‌های آنها ممکن است به زیر خط فقر کشیده شوند.

### اشتغال افراد ناتوان و معلول
مطالعات ارتباط بین ناتوانی و فقر را نشان داده‌اند. مشاغلی که به افراد ناتوان ارائه می‌شود کمیاب هستند. مارتا راسل (Marta Russell) از منظر نقد سرمایه‌داری خاطرنشان می‌کند که «[یک] مبنای اصلی برای سرکوب افراد ناتوان (کسانی که می‌توانند با کمک‌کار کنند) محرومیت آنها از استثمار به عنوان کارگران مزدبگیر است».

### فجایع و بلایا
دانش تحقیقاتی محدودی دربارهٔ رابط معلولیت و بلایا (طبیعی و غیرطبیعی) وجود دارد، اما گزارش‌های روایتی و حکایتی زیادی در مورد تأثیر فجایع و بلایا بر افراد ناتوان وجود دارد. افراد دارای ناتوانی تا حد زیادی تحت تأثیر بلایا هستند. اگر کمک در دسترس نباشد، افراد دارای ناتوانی جسمی ممکن است در هنگام تخلیه (در هنگام زلزله به عنوان مثال) در معرض خطر باشند. افراد مبتلا به اختلالات شناختی ممکن است با درک دستورالعمل‌هایی که در صورت وقوع فاجعه باید از آنها پیروی کنند مشکل داشته باشند. همه این عوامل می‌توانند درجه تنوع خطر را در موقعیت‌های فاجعه با افراد معلول افزایش دهند.
مطالعات تحقیقاتی به‌طور مداوم تبعیض علیه افراد دارای معلولیت را در تمام مراحل یک چرخه فاجعه نشان داده‌است. رایج‌ترین محدودیت این است که مردم نمی‌توانند به‌طور فیزیکی به ساختمان‌ها یا وسایل حمل و نقل و همچنین دسترسی به خدمات مرتبط با بلایا دسترسی داشته باشند. محرومیت این افراد تا حدی به دلیل عدم آموزش مرتبط با معلولیت ارائه شده به برنامه ریزان اضطراری و پرسنل امداد در بلایا است.

## هویت
در موقعیت‌هایی که تفاوت‌های افراد ناتوان قابل مشاهده است، افراد دارای ناتوانی اغلب با انگ اجتماعی (Stigma) مواجه می‌شوند. مردم اغلب به حضور فرد ناتوان با ترس، ترحم، حمایت، نگاه‌های سرزده، انزجار یا بی‌توجهی واکنش نشان می‌دهند. این واکنش‌ها می‌توانند افراد دارای معلولیت را از دسترسی به فضاهای اجتماعی همراه با مزایا و منابعی که این فضاها فراهم می‌کنند، محروم کنند. جنی موریس (به انگلیسی: Jenny Morris)، نویسنده و محقق در زمینه معلولیت و ناتوانی، نحوه عملکرد انگ برای به حاشیه راندن افراد دارای معلولیت را اینگونه شرح می‌دهد: 
اغلب اوقات بیرون رفتن در انظار عمومی شجاعت می‌خواهد. چند نفر از ما متوجه می‌شویم که نمی‌توانیم این کار را روز به روز، هفته به هفته، سال به سال، و با یک عمر طرد و نفرت انجام دهیم. این فقط محدودیت‌های فیزیکی نیست که ما را به خانه‌هایمان و کسانی که می‌شناسیم محدود می‌کند. این آگاهی است که هر ورود به دنیای عمومی تحت سلطه خیره‌ها، اغماض، ترحم و خصومت خواهد بود.
علاوه بر این، مواجهه با انگ اجتماعی می‌تواند به سلامت روانی-عاطفی فرد مورد انگ آسیب برساند. یکی از راه‌هایی که سلامت روانی-عاطفی افراد دارای معلولیت تحت تأثیر نامطلوب قرار می‌گیرد، «درونی کردن ذهنی» ظلم و ستمی است که تجربه می‌کنند. این «درونی کردن ذهنی» می‌تواند منجر به احساس ضعیف بودن، دیوانه و غیرعادی بودن، بی‌ارزش بودن یا هر یک از ویژگی‌های منفی دیگر در فرد ناتوان شود شود. درونی‌سازی ظلم به عزت نفس فرد آسیب‌دیده آسیب می‌زند و رفتارهای او را به گونه‌ای شکل می‌دهد که با سلطه افراد سالم و غیر ناتوان سازگار باشد. ایده‌های توانایی‌گرا (به انگلیسی: Ableist ideas) اغلب زمانی درونی می‌شوند که افراد ناتوان توسط افراد و نهادهای اطرافشان تحت فشار قرار می‌گیرند تا تفاوت‌های معلولیت و ناتوانی خود را پنهان و کم‌اهمیت جلوه دهند، یا به نحوی از جهان‌بینی این دیدگاه به نحوی «عبور» کنند. به گفته نویسنده سیمی لینتون (Simi Linton)، عمل «عبور» کردن از طریق وادار کردن افراد ناتوان به تجربه از دست دادن اجتماع، اضطراب و شک به خود، عواقب عاطفی عمیقی را برای آنان به همراه دارد. رسانه‌ها (منظور رسانه‌های ایالات متحده) نقش بسزایی در ایجاد و تقویت ننگ مرتبط با معلولیت و ناتوانی دارند. به تصویر کشیدن معلولیت در رسانه‌ها معمولاً حضور معلولان را در جامعه در کل به عنوان یک امر حاشیه ای نشان می‌دهد. این تصویرها به‌طور همزمان درک جامعه عمومی از تفاوت معلولان را منعکس می‌کنند و بر آن تأثیر می‌گذارند. تاکتیک‌های متمایزی وجود دارد که رسانه‌ها اغلب برای نمایش حضور معلولان به کار می‌برند. این روش‌های متداول چارچوب‌بندی معلولیت به دلیل غیرانسانی بودن این روش‌ها و عدم اهمیت دادن به دیدگاه‌های افراد دارای معلولیت و ناتوانی به شدت مورد انتقاد قرار می‌گیرند.

### در ادبیات، سینما و رسانه‌ها

#### ابرمعلول (Supercrip)
«ابرمعلول» به مواردی اشاره دارد که رسانه‌ها دربارهٔ فرد معلولی که دستاورد قابل توجهی داشته گزارشی تهیه می‌کنند یا یک شخصیت ساختگی معلول و ناتوانی با این ویژگی می‌سازند اما به جای آنچه که آن شخص انجام داده یا به‌دست آورده‌است، بر روی معلولیت او تمرکز می‌کنند. آنها به دلیل استثنایی بودن آن شخص در مقایسه با سایرین با شرایط یکسان یا مشابه به عنوان الهام بخش به تصویر کشیده می‌شوند. این استناد به‌طور گسترده در گزارش ورزشکاران معلول و همچنین در به تصویر کشیدن دانشمندان اوتیسم استفاده می‌شود.
بسیاری از افراد ناتوان این بازنمایی‌ها را به عنوان تقلیل دادن وضعیت افراد به جای نشان دادن آنها به عنوان فردی کامل می‌بینند و آنرا محکوم می‌کنند. علاوه بر این، تصویرسازی‌های ابرمعلولی به دلیل ایجاد این انتظار غیرواقع بینانه مورد انتقاد قرار می‌گیرند که معلولیت باید با نوعی استعداد، نبوغ یا بینش خاص همراه باشد.

#### بدذات یا شریر معلول
شخصیت‌هایی در داستانها که دارای نشانه‌های فیزیکی یا ذهنی متفاوتی از هنجارهای درک شده اجتماعی هستند، غالباً به عنوان شریر در متن قرار می‌گیرند. به عنوان مثال، لیندزی رو-هیولد (Lindsey Row-Heyveld) خاطرنشان می‌کند که «دزدان دریایی بدجنس با پاهای میخ-مانند، چشمی کور، یا دست قلاب‌دار هستند، در حالی که دزدان دریایی قهرمان شبیه جک اسپارو (شخصیت) که بازیگر آن بازیگر سالمی و توانمندی چون جانی دپ است، هستند». تفاوت‌های مشهود معلولان در اینگونه داستان‌ها با اکثریت توانمند برای برانگیختن ترس در مخاطبان است و می‌تواند این ذهنیت که «افراد معلول را تهدیدی برای منافع و رفاه فردی یا عمومی می‌داند» را تداوم بخشد.

## جمعیت‌شناسی
تخمین تعداد افراد معلول در سراسر جهان و سراسر یک کشور مشکل ساز است. با وجود رویکردهای متفاوتی که برای تعریف معلولیت اتخاذ شده‌است، اکثر جمعیت شناسان موافق هستند که جمعیت جهانی افراد دارای معلولیت بسیار زیاد است. به عنوان مثال، در سال ۲۰۱۲ میلادی، سازمان بهداشت جهانی جمعیت جهان را ۶٫۵ میلیارد نفر تخمین زد و از این تعداد، نزدیک به ۶۵۰ میلیون نفر، یا ۱۰ درصد جمعیت جهان، از ناتوانی متوسط یا شدید رنج می‌برند. در سال ۲۰۱۸ میلادی، سازمان بین‌المللی کار تخمین زد که حدود یک میلیارد نفر (یک هفتم جمعیت جهان) دارای معلولیت هستند که ۸۰ درصد آنها در کشورهای در حال توسعه و ۸۰ درصد در سن کار هستند. حذف افراد معلول از نیروی کار تا ۷ درصد از تولید ناخالص داخلی هزینه دربرداشته.

#### کشورهای در حال توسعه
ناتوانی در کشورهای در حال توسعه بیشتر از کشورهای توسعه یافته‌است. تصور می‌شود که ارتباط بین ناتوانی و فقر بخشی از یک "چرخه فاسد و معیوب (Vicious cycle)" است که در آن این ساختارها متقابلاً تقویت می‌شوند.